# Jérôme Lando-Casanova
 (juillet 2017).
Si vous disposez d'ouvrages ou d'articles de référence ou si vous connaissez des sites web de qualité traitant du thème abordé ici, merci de compléter l'article en donnant les références utiles à sa vérifiabilité et en les liant à la section « Notes et références ».
Jérôme Lando-Casanova, né le 27 juin 1985 à Bastia, est un golfeur français, inscrit dans le circuit professionnel depuis 2011.

## Palmarès
2014
- 2e du Challenge Tour Grand Final (en) à Dubaï

2012
- 2e de l'Open Mogador (nl) à Essaouira

2011
- 1er de la Coupe Ganay